# Arizona (filme de 1918)
Arizona é um filme de drama mudo norte-americano de 1918, produzido e estrelado por Douglas Fairbanks. Foi baseado em uma famosa peça homônima de Augustus Thomas, um dramaturgo conhecido na época e dirigido por Albert Parker. É presumidamente um filme perdido. 

## Sinopse
Um tenente da cavalaria dos Estados Unidos apresentou sua renúncia, a fim de proteger a reputação da esposa do seu comandante.[carece de fontes?]

## Elenco
- Douglas Fairbanks – Tenente Denton
- Theodore Roberts – Canby
- Kate Price – Sra. Canby
- Frederick Burton – Coronel Benham
- Harry Northrup – Capitão Hodgeman
- Frank Campeau – Kellar
- Kathleen Kirkham – Estrella
- Marjorie Daw – Bonita
- Marguerite de la Motte – Lena
- Raymond Hatton – Tony
- Robert Boulder – doutor
- Albert MacQuarrie – Tenente Hatton
- Katherine Griffith
- Ernest Butterworth